# Sulfeto de estrôncio
Sulfeto de estrôncio é o composto de fórmula química Sr S.